# Tompall & the Glaser Brothers
Tompall & the Glaser Brothers, ook verkort tot The Glaser Brothers, was een Amerikaanse zanggroep uit Spalding, Nebraska. Ze hadden hits in de countrymuziek en hadden daarnaast een muziekuitgeverij en een opnamestudio.
Het trio bestond uit de drie jongste van zes kinderen van Louis and Marie Glaser:
- Thomas Paul (Tompall), geboren op 3 september 1933, overleden 12 augustus 2013
- Charles Vernon (Chuck), geboren op 27 februari 1936 - overleden 10 juni 2019
- James Wilson (Jim), geboren op 16 december 1937

Het trio trad in 1957 voor het eerst professioneel op, toen zij op televisie een talentenjacht van Arthur Godfrey wonnen. Er volgden meer optredens op televisie en vanaf 1958 begeleidden ze de countryzanger Marty Robbins tijdens zijn optredens. Op diens verzoek verhuisden ze datzelfde jaar naar Nashville. Ze zijn op verschillende platen van Robins te horen en daarnaast brachten ze sinds 1959 ook eigen platen uit via Decca Records. Hun grootste successen als trio waren Rings, Gone, on the other hand, The moods of Mary en Faded love.
Daarnaast tourden ze met Johnny Cash en zijn ze bijvoorbeeld te horen op zijn internationale hit Ring of fire. Ook waren ze sessieartiesten voor verschillende artiesten, onder wie Patsy Cline, George Jones, Roy Orbison en Hank Snow. In 1971 begonnen ze hun Glaser Sound Studios waar ze ook bleven samenwerken na 1973, toen ze enkele jaren als trio ontbonden waren. Daarnaast schreven ze muziek voor andere artiesten, zoals Jim de internationale hit Woman, woman voor Gary Puckett en Tompall met Harlan Howard Streets of Baltimore die werd opgenomen door onder meer  Bobby Bare sr., Gram Parsons en Charley Pride.
Tompall startte in de jaren zeventig een solocarrière en kende in 1976 een groot succes met het album Wanted! The outlaws, een samenwerkingsproject met Willie Nelson, Waylon Jennings en Jessi Colter die de outlaw-country definitief zijn naam gaf. Daarnaast had ook Jim in die jaren een solocarrière. Vanaf 1979 werkten de broers weer volledig met elkaar samen. Ondertussen waren er veel outlaws die hun muziek in de studio van de drie Glaser-broers opnamen.
Ook zetten ze samen weer muziek op de plaat en hadden ze begin jaren tachtig een hit met de cover Lovin' her was easier (than anything I'll ever do again) van Kris Kristofferson. In 1983 ging Jim opnieuw solo en werd hij vervangen door Sherrill Nielsen (ook wel Shaun Nielsen genaamd); hij had ervoor samen met Elvis Presley gezongen

## Discografie
De onderstaande noteringen hebben betrekking op de hitlijsten voor countrymuziek van Billboard.

### Singles
| Jaar | single                                                   | notering |
| ---- | -------------------------------------------------------- | -------- |
| 1959 | She loves the love I give her                            | -        |
| 1966 | Gone, on the other hand                                  | 24       |
| 1967 | Through the eyes of love                                 | 27       |
| 1968 | The moods of Mary                                        | 42       |
| 1968 | One of these days                                        | 36       |
| 1969 | California girl (and the tennessee square)a              | 11       |
| 1969 | Wicked California                                        | 24       |
| 1969 | Walk unashamed                                           | 30       |
| 1970 | All that keeps ya goin'                                  | 33       |
| 1970 | Gone girl                                                | 23       |
| 1971 | Faded love (with leon mcauliffe and the cimarron boys)   | 22       |
| 1971 | Rings                                                    | 7        |
| 1972 | Sweet, love me good woman                                | 23       |
| 1972 | Ain't it all worth living for''                          | 15       |
| 1973 | A girl like you                                          | 46       |
| 1973 | Charlie                                                  | 47       |
| 1980 | Weight of my chains                                      | 43       |
| 1980 | Sweet city woman                                         | 34       |
| 1981 | Lovin' her was easier (than anything I'll ever do again) | 2        |
| 1981 | Just one time                                            | 17       |
| 1982 | It'll be her                                             | 19       |
| 1982 | I still love you (after all these years)                 | 28       |

### Albums
| Jaar | album                                            | notering |
| ---- | ------------------------------------------------ | -------- |
| 1960 | This land - Folk songs                           | -        |
| 1967 | Country folks                                    | -        |
| 1967 | Tompall & the Glaser Brothers                    | 41       |
| 1968 | Through the eyes of love                         | 18       |
| 1968 | The wonderful world of the Glaser Brothers       | -        |
| 1969 | Now country                                      | -        |
| 1970 | Soundtrack from "...tick...tick...tick..."       | 42       |
| 1971 | The award winners                                | -        |
| 1972 | Rings and things                                 | 33       |
| 1973 | Charlie                                          | -        |
| 1974 | Greatest hits                                    | -        |
| 1975 | Vocal group of the decade                        | -        |
| 1981 | Lovin' her was easier                            | 36       |
| 1982 | After all these years                            | 54       |
| 2002 | The best of Tompall Glaser & the Glaser Brothers | -        |